# Étienne Mulsant
Pour les articles homonymes, voir Mulsant.
Martial Étienne Mulsant est un entomologiste et bibliothécaire français, né le 2 mars 1797 à Marnand et mort le 4 novembre 1880 à Lyon.

## Biographie
Il est le fils de Marie-Sébastien Mulsant (1776-1853), député Montagnard de Rhône-et-Loire, lui-même fils d'Étienne Mulsant (1733-1795), sieur de la Platière et industriel de Thizy, ancien conseiller du Roi et député qui introduisit le coton dans le tissage à la place du chanvre.
En 1806, il étudie au collège de Belley, en 1808 à celui de Roanne et de 1810 à 1814 chez les oratoriens de Tournon-sur-Rhône. Ses parents le destinent à la cotonnade et Étienne Mulsant fils est d’abord envoyé chez un marchand de toile à Lyon, ami de ses parents. Mais il préfère herboriser et épouse en mai 1816 sa cousine germaine Julie Ronchivole. Revenu près de Thizy, il devient maire en 1817 de Saint-Jean-la-Bussière, où ses parents possèdent une propriété et où il herborise à loisir. En 1827, il devient, à la suite de son père et de son grand-père, juge de paix du Canton de Thizy.
Il est élu le 4 juin 1839 à l'académie des Sciences, Belles-Lettres et Arts de Lyon, à la section Sciences.
Légitimiste, il doit quitter ses fonctions et rejoint ses parents à Lyon en 1830. Il écrit des livres de classe qui le font remarquer du bibliothécaire de Lyon. En 1838 il devient sous-bibliothécaire à la bibliothèque municipale de Lyon, plus précisément à la « grande bibliothèque », appelée aussi « bibliothèque du Lycée » de Lyon car située dans le collège royal puis lycée impérial connu aujourd'hui sous le nom de Collège-lycée Ampère. C'est dans ce même lycée qu'il est professeur d’histoire naturelle de 1843 à 1873. En 1874, il devient bibliothécaire en chef de la ville de Lyon et ce jusqu'à sa mort en 1880.
Il fut pendant 35 ans président de la Société linnéenne de Lyon et publia en collaboration avec de nombreux entomologistes (Antoine Casimir Marguerite Eugène Foudras, son ancien élève Claudius Rey, Francisque Guillebeau (en), Valéry Mayet, Jean Baptiste Édouard Verreaux). Il collabora aussi avec l'ornithologiste Jules Bourcier, spécialiste des oiseaux-mouches.
Il est enterré à Saint-Jean-la-Bussière.

## Œuvres
- Opuscules entomologiques, Paris, L. Maison[puis] Maguin, Blanchard [puis] Deyrolle fils, 1852-1875; (dédicacé a Charles Levaillant)
- Histoire naturelle des coléoptères de France, Paris, L. Maison [puis] Magnin, Blanchard et Cie, 1854-1863;
- Souvenirs d'un voyage en Allemagne, Paris, Magnin, Blanchard et Cie, 1862 (lire en ligne)
- Histoire naturelle des punaises de France, Paris, F. Savy (Paris) [puis] Deyrolle, 1865-1873;
- Lettres à Julie sur l'ornithologie, Paris, A. Laplace, 1868 (lire en ligne)
- Souvenirs du Mont Pilat et de ses environs, Lyon, Pitrat Aîné, 1870 (lire en ligne)